# Led Zeppelin North American Tour Spring 1970
Led Zeppelin North American Tour Spring 1970 – piąta amerykańska trasa koncertowa grupy muzycznej Led Zeppelin z 1970 r.

## Program koncertów
1. „We're Gonna Groove” (King, Bethea)
2. „I Can't Quit You Baby” (Dixon) (tylko 21 marca)
3. „Dazed and Confused” (Page)
4. „Heartbreaker” (Bonham, Jones, Page, Plant)
5. „Bring It On Home” (Page, Plant, Dixon)
6. „White Summer"/"Black Mountain Side” (Page)
7. „Since I've Been Loving You” (Page, Plant, Jones)
8. Organ Solo/"Thank You” (Page, Plant, Jones)
9. „What Is And What Should Never Be” (Page, Plant)
10. „Moby Dick” (Bonham)
11. „How Many More Times” (Page, Plant, Jones, Bonham)

Bisy:
1. „Whole Lotta Love”
2. „Communication BreakDown”

## Lista koncertów
- 21 marca - Vancouver, Kolumbia Brytyjska – Pacific Coliseum
- 22 marca - Seattle, Waszyngton, USA – Seattle Center Coliseum
- 23 marca - Portland, Oregon, USA - Memorial Coliseum
- 25 marca - Denver, Kolorado, USA - Denver Auditorium Arena
- 26 marca - Salt Lake City, Utah, USA - Salt Palace
- 27 marca - Inglewood, Kalifornia, USA - Kia Forum
- 28 marca - Dallas, Teksas, USA - Dallas Convention Center
- 29 marca - Houston, Teksas, USA - Hofheinz Pavilion
- 30 marca - Pittsburgh, Pensylwania, USA - Civic Arena
- 31 marca - Filadelfia, Pensylwania, USA - The Spectrum
- 1 kwietnia - Boston, Massachusetts, USA - Boston Garden
- 2 kwietnia - Charleston, Wirginia Zachodnia, USA - Charleston Civic Center
- 4 kwietnia - Indianapolis, Indiana, USA - Indiana State Fairgrounds Coliseum
- 5 kwietnia - Baltimore, Maryland, USA - Baltimore Civic Center
- 7 kwietnia - Charlotte, Karolina Północna, USA - Charlotte Coliseum
- 8 kwietnia - Raleigh, Karolina Północna, USA - Dorton Auditorium
- 9 kwietnia - Tampa, Floryda, USA - Curtis Hixon Hall
- 10 kwietnia - Miami Beach, Floryda, USA - Miami Beach Convention Center
- 11 kwietnia - St. Louis, Missouri, USA - Kiel Auditorium
- 12 kwietnia - Bloomington, Minnesota, USA - Met Center
- 13 kwietnia - Montreal, Quebec, Kanada - Montreal Forum
- 14 kwietnia - Ottawa, Ontario, Kanada - Ottawa Civic Centre
- 16 kwietnia - Evansville, Indiana, USA - Roberts Municipal Stadium
- 17 kwietnia - Memphis, Tennessee, USA - Mid-South Coliseum
- 18 kwietnia - Phoenix, Arizona, USA - Arizona Coliseum